# Sebastián Tagliabúe
Sebastián Lucas Tagliabúe (Olivos, 22 febbraio 1985) è un ex calciatore argentino naturalizzato emiratino, di ruolo attaccante.

## Carriera

### Club

#### Inizi in Sud America
Tagliabúe inizia la propria carriera calcistica nella squadra argentina del Colegiales, squadra della Primera C, dal 2003 al 2008; crescendo ed iniziando a segnare i primi goal. Nella stagione 2007-2008 aiuta il club nella vittoria della Primera C Metropolitana, la quarta serie argentina. Nel 2008 si trasferisce per la prima volta all'estero, venendo ingaggiato dal CD Everton, squadra della Primera División de Chile; esordisce nel pareggio per 5–5 contro il Dep. La Serena, mettendo a segno una tripletta. Rimane però solo per una stagione nel club, collezionando 13 presenze e 6 goal. La stagione successiva si trasferisce proprio al La Serena, segnando 13 gol in 27 partite. La stagione successiva, nel 2010, si trasferisce nella squadra colombiana dell'Once Caldas, con la quale gioca anche una partita nella Coppa Libertadores 2010.

#### Arabia Saudita
Dopo la breve esperienza in Colombia, Tagliabúe si trasferisce in Medio Oriente, firmando per la squadra dell'Arabia Saudita dell'Al-Ettifaq, dove milita per due stagioni, dal 2010 al 2012, collezionando 21 goal in 44 presenze.
Dopo le due buone stagioni con la maglia dell'Al Ettifaq, Tagliabúe nell'estate 2012 passa ad un'altra squadra saudita, l'Al-Shabab; nella sola stagione di permanenza colleziona 19 goal in 25 presenze, vincendo il titolo di capocannoniere della Saudi Professional League 2012-2013.

#### Emirati Arabi Uniti
Dopo tre anni in Arabia Saudita, nel giugno 2013 Tagliabúe si trasferisce negli Emirati Arabi Uniti, firmando un contratto di cinque anni con l'Al-Wahda. Il giocatore resterà per ben sette anni nella squadra di Abu Dhabi, collezionando 152 presenze e 122 goal e contribuendo alla vittoria di cinque trofei nazionali; vince anche per due volte il titolo di capocannoniere della UAE Arabian Gulf League: nella stagione 2015-2016 con 25 reti e nella stagione 2018-2019 con 27 reti; Tagliabúe viene inoltre premiato per due volte (2016 e 2018) come Giocatore straniero della stagione.
Dopo sette anni con la maglia dell'Al-Wahda, nell'estate 2020 si trasferisce nel club di Dubai dell' Al-Nasr firmando un contratto biennale. Dopo questo, spende gli ultimi due anni della sua carriera ritornando all'Al Wahda e passando per lo Sharjah.

### Nazionale
Nel 2020 è naturalizzato come cittadino degli Emirati Arabi Uniti, facendo di lui uno dei primi tre giocatori non nati negli Emirati a ricevere la cittadinanza. In seguito al riconoscimento della cittadinanza viene convocato per la Nazionale di calcio degli Emirati Arabi Uniti da Jorge Luis Pinto nell'ottobre 2020; esordisce contro l'Uzbekistan nella sconfitta per 2-1, realizzando anche il suo primo goal con la nazionale.

## Statistiche

### Presenze e reti nei club
Statistiche aggiornate all'8 aprile 2024.
| Stagione          | Squadra           | Campionato        | Campionato | Campionato | Coppe nazionali | Coppe nazionali | Coppe nazionali | Coppe continentali | Coppe continentali | Coppe continentali | Altre coppe | Altre coppe | Altre coppe | Totale | Totale |
| Stagione          | Squadra           | Comp              | Pres       | Reti       | Comp            | Pres            | Reti            | Comp               | Pres               | Reti               | Comp        | Pres        | Reti        | Pres   | Reti   |
| ----------------- | ----------------- | ----------------- | ---------- | ---------- | --------------- | --------------- | --------------- | ------------------ | ------------------ | ------------------ | ----------- | ----------- | ----------- | ------ | ------ |
| 2003-2004         | Colegiales        | BM                | 14         | 1          | -               | -               | -               | -                  | -                  | -                  | -           | -           | -           | 14     | 1      |
| 2004-2005         | Colegiales        | CM                | 20         | 2          | -               | -               | -               | -                  | -                  | -                  | -           | -           | -           | 20     | 2      |
| 2005-2006         | Colegiales        | CM                | 20         | 6          | -               | -               | -               | -                  | -                  | -                  | -           | -           | -           | 20     | 6      |
| 2006-2007         | Colegiales        | CM                | 35         | 8          | -               | -               | -               | -                  | -                  | -                  | -           | -           | -           | 35     | 8      |
| 2007-2008         | Colegiales        | CM                | 34         | 20         | -               | -               | -               | -                  | -                  | -                  | -           | -           | -           | 34     | 18     |
| Totale Colegiales | Totale Colegiales | Totale Colegiales | 123        | 37         |                 | -               | -               |                    | -                  | -                  |             | -           | -           | 123    | 37     |
| lug.-dic. 2008    | CD Everton        | PD                | 11         | 5          | CC              | 1               | 0               | -                  | -                  | -                  | -           | -           | -           | 12     | 5      |
| 2009              | Dep. La Serena    | PD                | 27         | 13         | CC              | 1               | 0               | -                  | -                  | -                  | -           | -           | -           | 28     | 13     |
| gen.-ago. 2010    | Once Caldas       | A                 | 5          | 0          | CC              | 2               | 2               | CL                 | 1                  | 0                  | -           | -           | -           | 8      | 2      |
| ago. 2010-2011    | Al-Ettifaq        | SPL               | 23         | 12         | CS              | 3               | 2               | -                  | -                  | -                  | KC          | 1           | 1           | 27     | 15     |
| 2011-2012         | Al-Ettifaq        | SPL               | 21         | 9          | CS              | 4               | 3               | CA                 | 5                  | 8                  | KC          | 2           | 1           | 32     | 21     |
| Totale Al-Ettifaq | Totale Al-Ettifaq | Totale Al-Ettifaq | 44         | 21         |                 | 7               | 5               |                    | 5                  | 8                  |             | 3           | 2           | 59     | 35     |
| 2012-2013         | Al-Shabab         | SPL               | 25         | 19         | CS              | 4               | 0               | ACL                | 8                  | 4                  | KC          | 1           | 0           | 38     | 23     |
| 2013-2014         | Al-Wahda          | PL                | 25         | 28         | CE+CdL          | 2+4             | 1+1             | -                  | -                  | -                  | -           | -           | -           | 31     | 30     |
| 2014-2015         | Al-Wahda          | PL                | 22         | 15         | CE+CdL          | 1+5             | 1+3             | ACL                | 1                  | 0                  | -           | -           | -           | 29     | 19     |
| 2015-2016         | Al-Wahda          | PL                | 24         | 25         | CE+CdL          | 1+7             | 1+7             | -                  | -                  | -                  | -           | -           | -           | 32     | 33     |
| 2016-2017         | Al-Wahda          | PL                | 20         | 18         | CE+CdL          | 4+6             | 3+4             | ACL                | 7                  | 5                  | -           | -           | -           | 24     | 16     |
| 2017-2018         | Al-Wahda          | PL                | 21         | 23         | CE+CdL          | 3+10            | 3+14            | ACL                | 5                  | 2                  | CAC+SS      | 2+1         | 0           | 42     | 42     |
| 2018-2019         | Al-Wahda          | PL                | 26         | 27         | CE+CdL          | 1+7             | 0+4             | ACL                | 8                  | 2                  | SS          | 1           | 1           | 43     | 34     |
| 2019-2020         | Al-Wahda          | PL                | 19         | 15         | CE+CdL          | 1+5             | 1+0             | ACL                | 2                  | 0                  | -           | -           | -           | 27     | 16     |
| 2020-2021         | Al-Nasr           | PL                | 25         | 11         | CE+CdL          | 4+3             | 2+0             | -                  | -                  | -                  | -           | -           | -           | 32     | 13     |
| 2021-2022         | Al-Nasr           | PL                | 19         | 10         | CE+CdL          | 1+3             | 0               | -                  | -                  | -                  | -           | -           | -           | 23     | 10     |
| Totale Al-Nasr    | Totale Al-Nasr    | Totale Al-Nasr    | 44         | 21         |                 | 11              | 2               |                    | -                  | -                  |             | -           | -           | 55     | 23     |
| 2022-2023         | Al-Wahda          | PL                | 20         | 6          | CE+CdL          | 1+3             | 0+4             | -                  | -                  | -                  | -           | -           | -           | 24     | 10     |
| Totale Al-Wahda   | Totale Al-Wahda   | Totale Al-Wahda   | 177        | 157        |                 | 61              | 47              |                    | 23                 | 9                  |             | 4           | 1           | 265    | 208    |
| 2023-2024         | Sharjah           | PL                | 15         | 5          | CE+CdL          | 2+2             | 0+1             | ACL                | 5                  | 0                  | -           | -           | -           | 24     | 6      |
| Totale carriera   | Totale carriera   | Totale carriera   | 471        | 272        |                 | 91              | 57              |                    | 42                 | 21                 |             | 8           | 3           | 612    | 353    |

### Cronologia presenze e reti in nazionale
| Cronologia completa delle presenze e delle reti in nazionale ― Emirati Arabi Uniti | Cronologia completa delle presenze e delle reti in nazionale ― Emirati Arabi Uniti | Cronologia completa delle presenze e delle reti in nazionale ― Emirati Arabi Uniti | Cronologia completa delle presenze e delle reti in nazionale ― Emirati Arabi Uniti | Cronologia completa delle presenze e delle reti in nazionale ― Emirati Arabi Uniti | Cronologia completa delle presenze e delle reti in nazionale ― Emirati Arabi Uniti | Cronologia completa delle presenze e delle reti in nazionale ― Emirati Arabi Uniti | Cronologia completa delle presenze e delle reti in nazionale ― Emirati Arabi Uniti |
| Data                                                                               | Città                                                                              | In casa                                                                            | Risultato                                                                          | Ospiti                                                                             | Competizione                                                                       | Reti                                                                               | Note                                                                               |
| ---------------------------------------------------------------------------------- | ---------------------------------------------------------------------------------- | ---------------------------------------------------------------------------------- | ---------------------------------------------------------------------------------- | ---------------------------------------------------------------------------------- | ---------------------------------------------------------------------------------- | ---------------------------------------------------------------------------------- | ---------------------------------------------------------------------------------- |
| 12-10-2020                                                                         | Dubai                                                                              | Emirati Arabi Uniti                                                                | 1 – 2                                                                              | Uzbekistan                                                                         | Amichevole                                                                         | 1                                                                                  |                                                                                    |
| 16-11-2020                                                                         | Dubai                                                                              | Emirati Arabi Uniti                                                                | 1 – 3                                                                              | Bahrein                                                                            | Amichevole                                                                         | -                                                                                  | 46’                                                                                |
| 29-3-2021                                                                          | Dubai                                                                              | Emirati Arabi Uniti                                                                | 6 – 0                                                                              | India                                                                              | Amichevole                                                                         | 1                                                                                  | 77’                                                                                |
| 24-5-2021                                                                          | Dubai                                                                              | Giordania                                                                          | 1 – 5                                                                              | Emirati Arabi Uniti                                                                | Amichevole                                                                         | -                                                                                  | 78’                                                                                |
| 11-6-2021                                                                          | Dubai                                                                              | Indonesia                                                                          | 0 – 1                                                                              | Emirati Arabi Uniti                                                                | Qual. Mondiali 2022                                                                | 1                                                                                  | 81’                                                                                |
| 7-10-2021                                                                          | Dubai                                                                              | Emirati Arabi Uniti                                                                | 0 – 1                                                                              | Iran                                                                               | Qual. Mondiali 2022                                                                | -                                                                                  | 78’                                                                                |
| 12-10-2021                                                                         | Dubai                                                                              | Emirati Arabi Uniti                                                                | 2 – 2                                                                              | Iraq                                                                               | Qual. Mondiali 2022                                                                | -                                                                                  | 90+2’                                                                              |
| 11-11-2021                                                                         | Goyang                                                                             | Corea del Sud                                                                      | 1 – 0                                                                              | Emirati Arabi Uniti                                                                | Qual. Mondiali 2022                                                                | -                                                                                  | 83’                                                                                |
| 16-11-2021                                                                         | Sidone                                                                             | Libano                                                                             | 0 – 1                                                                              | Emirati Arabi Uniti                                                                | Qual. Mondiali 2022                                                                | -                                                                                  | 68’ 90+5’                                                                          |
| 3-12-2021                                                                          | Doha                                                                               | Mauritania                                                                         | 0 – 1                                                                              | Emirati Arabi Uniti                                                                | Coppa araba FIFA 2021 - 1º turno                                                   | -                                                                                  | 85’                                                                                |
| 6-12-2021                                                                          | Doha                                                                               | Tunisia                                                                            | 1 – 0                                                                              | Emirati Arabi Uniti                                                                | Coppa araba FIFA 2021 - 1º turno                                                   | -                                                                                  |                                                                                    |
| 10-12-2021                                                                         | Al Khawr                                                                           | Qatar                                                                              | 5 – 0                                                                              | Emirati Arabi Uniti                                                                | Coppa araba FIFA 2021 - Quarti di finale                                           | -                                                                                  | 76’                                                                                |
| Totale                                                                             |                                                                                    | Presenze                                                                           | 12                                                                                 |                                                                                    | Reti                                                                               | 3                                                                                  |                                                                                    |

## Palmarès

### Club
- Primera C Metropolitana: 1

Colegiales: 2007-2008
- Campionato colombiano: 1

Once Caldas: 2010
- UAE Arabian Gulf Cup: 2

Al Wahda: 2015-2016, 2017-2018
- Coppa del Presidente degli Emirati Arabi Uniti: 1

Al-Wahda: 2016-2017
- UAE Super Cup: 2

Al-Wahda: 2017, 2018

### Individuale
- Capocannoniere del campionato saudita: 1

2012-2013 (19 reti)
- Capocannoniere del campionato emiratino: 2

2015-2016 (25 reti), 2018-2019 (27 reti)
- Capocannoniere della UAE Arabian Gulf Cup: 1

2017-2018 (14 reti)